# Iteomyia
Iteomyia is een muggengeslacht uit de familie van de galmuggen (Cecidomyiidae).

## Soorten
- I. capreae

Kleine wilgwratgalmug (Winnertz, 1853)
- I. major

Grote wilgwratgalmug (Kieffer, 1889)
- I. salicifolius (Felt, 1910)
- I. salicisverruca (Osten Sacken, 1878)